# Tư cách pháp lý
Tư cách pháp lý là tư cách của cá nhân, pháp nhân, tổ chức hay các chủ thể khác khi tham gia vào một hoặc nhiều quan hệ pháp luật nhất định. Tư cách pháp lý cũng chính là địa vị pháp lý thể hiện vị trí, vai trò của chủ thể đó trong quan hệ pháp luật và đi liền với nó là quyền lợi, nghĩa vụ cũng như trách nhiệm pháp lý phát sinh. Tư cách pháp lý là nền tảng để xác định quyền lợi và nghĩa vụ của mỗi người và cũng là điểm xuất phát để gỡ rối tranh chấp trong tố tụng..
Luật sư Nguyễn Ngọc Bích đã dùng hình ảnh "khối đá vuông có cây dù ở trên" để ví về tư cách pháp lý, theo đó khối đá vuông là tư cách, cây dù chính là quyền lợi và nghĩa vụ, một người muốn lấy cây dù thì phải đứng trên khối đá vuông. Một người có thể có nhiều tư cách trong nhiều mối quan hệ hoặc trong cùng một mối quan hệ pháp lý. Muốn tìm ra tư cách pháp lý thì phải xác định được mối tương quan pháp lý của các bên trong giao dịch hay quan hệ. Trong Bộ Luật dân sự của Việt Nam thì tư cách pháp lý được diễn đạt bằng thuật ngữ địa vị pháp lý. Điều 15 của Bộ Luật dân sự quy định khái niệm năng lực pháp luật dân sự của một cá nhân.